# SOBER-t32
SOBER-t32 (англ. Seventeen Octet Byte Enabled Register) — cинхронный аддитивный потоковый шифр из семейства SOBER. Авторами являются Филип Хаукес и Грегори Роуз (Австралия).

## Историческая справка
SOBER — семейство потоковых шифров, широко используемых во встроенных системах, предложенное Г. Роузом в 1998 году. На данный момент семейство включает в себя шифры SOBER, SOBER-II, S16, S32, SOBER-t8, SOBER-t16, SOBER-t32 и SOBER-128.
Первый программный потоковый шифр из семейства был разработан с целью удовлетворения основных требований встроенных приложений, которые накладывают жёсткие ограничения на объём вычислительной мощности, программного пространства и памяти, доступной для программных алгоритмов шифрования. Шифрование речи для беспроводной телефонии — одна из первых и главных сфер применения шифров SOBER. Так как большинство используемых мобильных телефонов представляют собой микропроцессор и память, быстрый программный потоковый шифр, использующий небольшое количество памяти, является наиболее подходящим вариантом для таких приложений. Многие методы генерации потока псевдослучайных
битов основаны на регистрах сдвига с линейной обратной связью (РСЛОС) над конечным полем Галуа порядка 2. Такие шифры неэффективно использовать на ЦПУ. Шифры семейства SOBER обходят данную проблему, используя РСЛОС над полем {\displaystyle 2^{w}} и ряд методов, позволяющих значительно увеличить скорость генерации псевдослучайной последовательности в программном обеспечении на микропроцессоре.
Стремление усилить безопасность и использовать шифр в 16-битных и 32-битных процессорах привело к возникновению нескольких вариантов первоначального шифра SOBER. Однако, когда в нём были обнаружены различные недостатки, он был заменён на SOBER-II и его дополнения — S16 и S32. S16 копирует структуру SOBER II и является расширением данного алгоритма до 16-битной арифметики. В это же время S32 основан на 32-битной арифметике, а структура данного шифра отлична от SOBER-II и S16. Тем не менее, при последующем анализе SOBER-II были обнаружены атаки, которые выявили недостаток всей структуры шифра, а не его отдельных частей. Как итог, на замену существующим шифрам были выпущены три новые версии, основанные на 8-битной, 16-битной и 32-битной арифметике, называемые t-классом шифров SOBER. Синхронные потоковые шифры SOBER-t16 и SOBER-t32 были представлены в программе NESSIE. И хотя оба шифра в итоге были признаны не соответствующими строгим требованиям NESSIE, согласно заключительному отчёту о безопасности, выпущенному NESSIE в феврале 2003 года, на втором этапе отбора были рассмотрены только четыре потоковых шифра: BMGL, SNOW, SOBER-t16 и SOBER-t32.

## Описание алгоритма
SOBER-t32 — это 256-битный синхронный потоковый шифр из семейства SOBER. В шифрах данного типа ключи генерируются независимо от открытого текста. Для того чтобы зашифровать открытый текст, отправитель выполняет операцию XOR между открытым текстом и потоком ключей. Если получателю известен секретный ключ, то он может восстановить поток ключей и расшифровать сообщение, выполнив операцию XOR между зашифрованным текстом и потоком ключей.
Основными элементами шифрообразующего устройства являются:

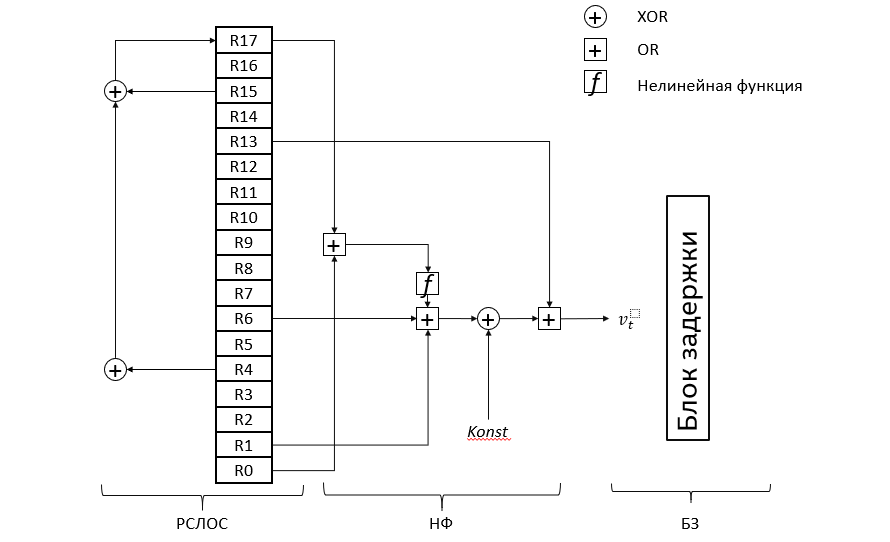
Рис. 1. Структура SOBER-t32

- Регистр сдвига с линейной обратной связью (РСЛОС), который использует рекуррентное соотношение для создания последовательности состояний (слов) {\displaystyle s_{n}}.
- Нелинейный фильтр (НФ) — создаёт поток {\displaystyle v_{n}} из {\displaystyle s_{n}}, создавая нелинейную комбинацию из полученных слов.
- Блок «задержки», или «усечения» (БЗ) — генерирует поток ключей {\displaystyle z_{j}}, прорежая НФ-поток нерегулярным образом.

Элементы представлены над полем Галуа {\displaystyle GF(2^{32})} с использованием базиса {\displaystyle {a^{31},a^{30}...a,1}}. Если {\displaystyle y\in GF(2^{32})}, то {\displaystyle y} представим как {\displaystyle (y_{31},y_{30},...,y_{1},y_{0})}, где {\displaystyle y=y_{31}a^{31}+y_{30}a^{30}+...+y_{1}a+y_{0}}. Работа шифра основана на 32-битных операциях над {\displaystyle GF(2^{32})} по модулю полинома вида:
{\displaystyle A(x)=x^{32}+(x^{24}+x^{16}+x^{8}+1)(x^{6}+x^{5}+x^{2}+1)}
Сложение двух элементов в {\displaystyle GF(2^{32})} представляется как сложение соответствующих полиномов с приведением коэффициентов по модулю два. Умножение двух элементов в {\displaystyle GF(2^{32})} представляется как умножение соответствующих полиномов с приведением коэффициентов полиномов по модулю два. Результат умножения затем приводится по модулю неприводимого полинома {\displaystyle A(x)}.

### Регистр сдвига с линейной обратной связью (РСЛОС)
РСЛОС — сдвиговый регистр длины 17, где каждая ячейка содержит одно 32-разрядное слово. Таким образом, полная внутренняя память составляет 544 бит. Состояние РСЛОС в момент времени {\displaystyle t} задаётся вектором:
{\displaystyle {\vec {S_{t}}}=(s_{t},s_{t+1},s_{t+2},...s_{t+16})=(r_{0},r_{1},r_{2},...r_{16})}
Следующее состояние РСЛОС получается путём сдвига предыдущего состояния на один шаг. Новое слово {\displaystyle s_{t+17}} вычисляется как линейная комбинация слов, содержащихся в РСЛОС, по следующему правилу:
{\displaystyle s_{t+17}=s_{t+15}\oplus s_{t+4}\oplus \alpha \cdot s_{t}}
где {\displaystyle \alpha =C2DB2AA3_{x}}, {\displaystyle \oplus } — исключающее или (XOR).

### Нелинейный фильтр (НФ)
Нелинейный фильтр предназначен для уменьшения вероятности успешного криптоанализа шифра. Основная цель НФ — скрыть линейность выходного потока регистра. В каждый момент времени нелинейный фильтр берёт из РСЛОС пять слов и вычисляет значение, обозначаемое {\displaystyle v_{t}}:
{\displaystyle v_{t}=((f(s_{t}\boxplus s_{t+16})\boxplus s_{t+1}\boxplus s_{t+6})\oplus K)\boxplus s_{t+13}}
где:
- {\displaystyle \boxplus } — сложение по модулю {\displaystyle 2^{32}}.
- константа {\displaystyle K} — слово, которое определяется во время инициализации РСЛОС и сохраняется до конца сеанса.
- {\displaystyle f} задаёт некоторую нелинейную функцию.

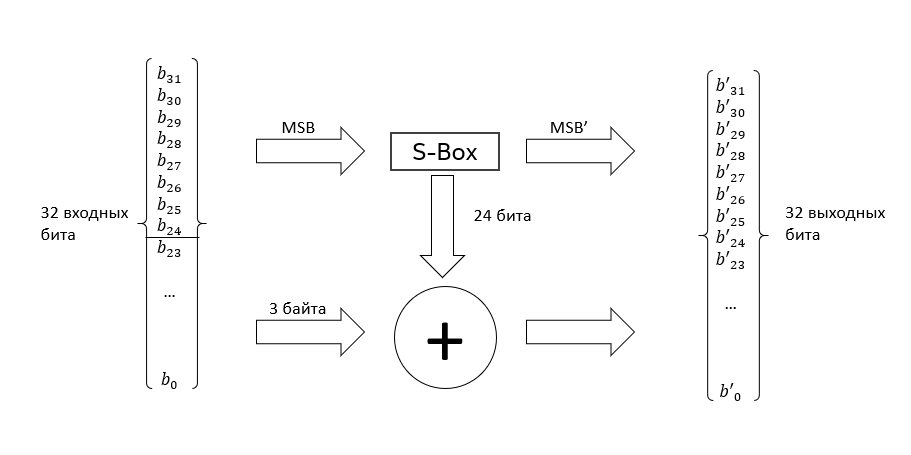
Рис. 2. Структура нелинейной функции

Функция {\displaystyle f} используется для достижения нескольких целей. Во-первых, она скрывает линейность в младшем значащем бите (eng. Least Significant Byte или LSB) и добавляет значительную нелинейность в оставшиеся биты. Во-вторых, она гарантирует, что результат сложения {\displaystyle r_{0}} и {\displaystyle r_{16}} не коммутирует с результатом сложения {\displaystyle r_{1}} и {\displaystyle r_{6}}. В-третьих, {\displaystyle f} обеспечивает, чтобы каждый бит вывода НФ зависел от каждого бита {\displaystyle r_{0}} и {\displaystyle r_{16}}. Операция XOR с константой {\displaystyle K} в рассматриваемой формуле используется для двух целей. В первую очередь данное действие увеличивает сложность любой атаки (исключая полный перебор), поскольку имеется 216 возможных функций НФ. Вдобавок, {\displaystyle K} добавляется к выражению через XOR для того, чтобы снизить вероятность коммутации прибавления {\displaystyle r_{13}} и сложения {\displaystyle r_{1}} и {\displaystyle r_{6}}. Несмотря на это, все ещё существует небольшая вероятность того, что операции будут коммутировать. Однако, эта вероятность мала и зависит от значения {\displaystyle K}.
Внутри функции {\displaystyle f} слово разбивается на старший значащий байт (eng. Most Significant Byte или MSB) и три оставшихся байта. MSB подаётся на вход блока замещения(eng. Substitution Box or S-box), который генерирует 32 бита. В этом 32-битном выходе MSB совпадает с MSB исходного слова, а операция XOR между тремя оставшимися байтами и аналогичной частью исходного слова формирует оставшуюся часть выходного слова. Таким образом, функция {\displaystyle f} представима в виде:
{\displaystyle f(a)=SBOX(a_{msb})\oplus (0\parallel a_{r})}
где {\displaystyle a_{msb}} — старший значащий байт слова {\displaystyle a}, а {\displaystyle a_{r}} представляет собой оставшуюся часть входного слова.

### Блок задержки (БЗ)
Блок задержки нерегулярно «прореживает» поток, идущий из НФ, чтобы затруднить восстановление состояния шифрообразующего устройства, например, путём корреляционной атаки. Суть заключается в том, что случайные слова из нелинейного вывода используются для определения включения других слов в выходной поток. Первое 32-разрядное слово на выходе НФ является первой командой управления усечением (eng. Stutter Control Word или SCW). Каждый бит данного управляющего слова разбивается на пары бит, называемые дибитами. Наборы дибитов предоставляют шифру различные инструкции — сколько циклических проходов по РСЛОС необходимо сделать, подавать ли вывод НФ на выход, как вставить этот вывод в конечный ключевой поток. После использования всех дибитов новое SCW берётся из вывода НФ.
Правила определены следующим образом:
- 00 — следующее слово будет исключено из потока ключей;
- 01 — в поток ключей идёт результат операции XOR между следующим словом и константой {\displaystyle C}, последующее слово удаляется из потока ключей;
- 10 — следующее слово исключается, а слово за ним попадает в ключевой поток;
- 11 — в поток ключей идёт результат операции XOR между следующим словом и константой {\displaystyle C^{'}} .

Здесь {\displaystyle C=6996C53A_{x}}, а {\displaystyle C^{'}} — побитовое дополнение {\displaystyle C}.
Использование данного механизма позволяет пропустить в ключевой поток только около 48 % слов потока НФ.

## Атаки на SOBER-t32

### «Предполагай и определяй» атака на SOBER-t32 без блока задержки
В стандартной атаке «Предполагай и определяй» (англ. Guess and determine attack) угадываются некоторые слова регистра РСЛОС, а оставшиеся слова определяются путём использования уравнений на РСЛОС и НФ. Данная атака может быть успешна проведена только в том случае, если шифрообразующее устройство не содержит блок задержки. Он предотвращает атаку — не столько из-за неопределённости, которую он вносит, сколько из-за того, что последовательные слова не появляются в конечном ключевом потоке.

#### Упрощённая схема: биты переноса известны
В данной секции рассмотрен упрощённый вид атаки, в котором биты переноса известны заранее. Распишем выражение для выхода НФ с учётом явного вида функции {\displaystyle f}, рассматривая старший значащий байт и остальные байты отдельно:
{\displaystyle v_{t}=(((SBOX(s_{t,MSB}\boxplus s_{t+16,MSB}\boxplus o_{1})\oplus (0\parallel s_{t,R}\boxplus s_{t+16,R}))\boxplus s_{t+1}\boxplus s_{t+6})\oplus K)\boxplus s_{t+13}}
где {\displaystyle o_{1}} обозначает бит переноса, идущий к MSB. Предполагая, что MSB константы {\displaystyle K} равен нулю, это уравнение можно разбить на две отдельные части:
{\displaystyle {\begin{cases}v_{t,MSB}=((SBOX1(s_{t,MSB}\boxplus s_{t+16,MSB}\boxplus o1))\boxplus s_{t+1,MSB}\boxplus s_{t+6,MSB})\boxplus s_{t+13,MSB}\boxplus o2\\v_{t,R}=(((SBOX2(s_{t,MSB}\boxplus s_{t+16,MSB}\boxplus o1)\oplus (s_{t,R}\boxplus s_{t+16,R}))\boxplus s_{t+1,R}\boxplus s_{t+6,R})\oplus K_{R})\boxplus s_{t+13,R}\end{cases}}}
 В данной системе SBOX1 представляет собой старший значащий байт выходного сигнала блока замещения, а SBOX2 — три оставшихся байта этого выхода. {\displaystyle o_{2}} обозначает биты переноса представленных операций сложения. Наиболее интересным является первое выражение представленной системы. Зная старшие значащие биты слов {\displaystyle s_{t},s_{t+1},s_{t+6},s_{t+13}}, потока ключей {\displaystyle v_{t}} и значения битов переноса {\displaystyle o_{1}} и {\displaystyle o_{2}}, появляется возможность рассчитать старший значащий бит слова {\displaystyle s_{t+16}}.
В данной подсекции рассматривается случай, когда биты переноса не учитываются. Таким образом, на первом этапе атаки необходимо угадать только старшие значащие биты первых 16 слов РСЛОС ({\displaystyle s_{t}}, {\displaystyle s_{t+1}}, …, {\displaystyle s_{t+15}}) — в общей сложности 128 бит. Зная их и поток ключей {\displaystyle v_{t}}, можно вычислить MSB для следующих слов {\displaystyle s_{t+16}}, {\displaystyle s_{t+17}}, {\displaystyle s_{t+18}} и т. д. Остаётся предсказать младшие 24 бита каждого слова, которые появляются в РСЛОС. Их можно извлечь из системы линейных уравнений, получаемых после каждой итерации работы шифратора:
- 32 линейных уравнения на основании вывода нового слова из РСЛОС.
- Дополнительное линейное уравнение на младший значащий бит. Так как входные данные для S-box известны, то для младшего значащего бита имеет место следующее выражение:{\displaystyle v_{t}^{0}=SBOX^{0}(s_{t,MSB}\boxplus s_{t+16,MSB}\oplus o_{1})\oplus s_{t}^{0}\oplus s_{t+16}^{0}\oplus s_{t+1}^{0}\oplus s_{t+6}^{0}\oplus K^{0}\oplus s_{t+13}^{0}}

Таким образом, после {\displaystyle k} срабатываний РСЛОС генерируется {\displaystyle 32\cdot k+k+1=33\cdot k+1} линейных уравнения, в которых неизвестными являются:
- 24 младших значащих бита изначальной последовательности {\displaystyle s_{t}}, {\displaystyle s_{t+1}}, …, {\displaystyle s_{t+15}}.
- значение младшего значащего бита константы {\displaystyle K}.
- 24 младших значащих бита нового слова на каждой последующей итерации.

Всего {\displaystyle 24\cdot 17+1+24\cdot k=24\cdot (17+k)+1} неизвестных. Для того чтобы система была разрешима, число переменных не должно превышать число уравнений, то есть:
{\displaystyle 33\cdot k+1\geq 24\cdot (17+k)+1\Longleftrightarrow k\geq 45.33}
Важно отметить, что атака восстанавливает полное состояние шифра, за исключением 23 оставшихся бит константы {\displaystyle K}. Однако после завершения атаки эти биты легко восстанавливаются из второго уравнения системы.
Для оценки сложности атаки необходимо знать число бит, которые требуется угадать. В данной версии, следующие биты должны быть угаданы:
- MSB первых 16 слов РСЛОС — 128 бит.
- MSB константы K — 8 бит.

В общей сложности для успешной атаки необходимо угадать 136 бит, что подразумевает сложность {\displaystyle 2^{136}}. В следующем разделе будет представлена сложность полной атаки, учитывающей также и биты переноса.

#### Полная атака
Предыдущий раздел базируется на упрощении, что биты переноса известны заранее. В действительности их также необходимо угадывать. При этом биты переноса не являются чисто случайными, распределение их значений неравномерно. Этим можно воспользоваться при атаке — вначале попытаться угадать наиболее вероятные значения. Среднее число угадываний хорошо аппроксимируется энтропией, поскольку она равна количеству информации, которая присутствует в битах переноса. Энтропии битов переноса {\displaystyle o_{1}}и {\displaystyle o_{2}} могут быть получены теоретически — равны 1 и 1.65 соответственно.
Для совершения атаки необходимо угадать:
- 136 бит — из предыдущего раздела.
- Биты переноса — всего {\displaystyle 47\cdot (1+1.65)=124.55} бит.

Таким образом, сложность полной атаки есть {\displaystyle 2^{260.55}}

### Атака-различитель
В криптографии атакой-различителем (eng. Distinguishing attack) называется любая форма криптоанализа некоторых зашифрованных данных, которая позволяет злоумышленнику выделить зашифрованные данные из потока случайных. Современные шифры с симметричным ключом специально разработаны для защиты от таких атак. Другими словами, современные схемы шифрования являются псевдослучайными перестановками и предназначены для «размывания» зашифрованного текста. Если найден алгоритм, который может отличить выходной поток шифра от случайного быстрее, чем полный перебор, то шифр считается взломанным.
Атаки-различители показывают, что блок задержки не может сорвать все атаки, основанные на знании большой части ключевого потока. Однако и сам блок задержки является неимоверно затратным средством, поскольку снижает производительность шифра на 52 %.
На конференции FSE в 2002 году, П. Экдал и Т. Джонсон представили вариант атаки-различителя на SOBER-t32 без блока задержки, который может быть расширен и на полную схему.

#### Атака на SOBER-t32 без блока задержки
Атака начинается с линеаризации выхода НФ:
{\displaystyle v_{t}=[s_{t}\oplus s_{t+1}\oplus s_{t+6}\oplus s_{t+13}\oplus s_{t+16}]\oplus w_{t}=\Omega _{t}\oplus w_{t}}
Шум {\displaystyle w_{t}}, возникающий вследствие данной аппроксимации, имеет смещённое распределение. Возводя в квадрат выражение для получения нового слова из РСЛОС, получим новое линейное рекуррентное соотношение:
{\displaystyle s_{t+\tau _{5}}\oplus s_{t+\tau _{4}}\oplus s_{t+\tau _{3}}\oplus s_{t+\tau _{2}}\oplus s_{t+\tau _{1}}\oplus s_{t}=0}
где {\displaystyle \tau _{1}=11,\tau _{2}=13,\tau _{3}=4\cdot 2^{32}-4,\tau _{4}=15\cdot 2^{32}-4,\tau _{5}=17\cdot 2^{32}-4}.
После этого считается XOR между соседними битами в потоке {\displaystyle v_{t}}:
{\displaystyle v_{t}[i]\oplus v_{t}[i-1]=\Omega _{t}[i]\oplus \Omega _{t}[i-1]\oplus w_{t}[i]\oplus w_{t}[i-1]}
Затем рассчитывается распределение {\displaystyle F[i]} для значений {\displaystyle w_{t}[i]\oplus w_{t}[i+1]}. Согласно результатам моделирования это распределение достаточно смещено. Наибольшее смещение было обнаружено у значений, получаемых на 29-м и 30-м битах. Смещение зависит от соответствующих битов {\displaystyle K} и для битов 29 и 30 составляет не менее {\displaystyle \epsilon _{30}=0.0052}
Теперь, имея поток из НФ {\displaystyle v_{0},v_{1},...,v_{N-1}}, можно воспользоваться введённым ранее рекуррентным выражением для подсчёта:
{\displaystyle v_{t+\tau _{5}}\oplus v_{t+\tau _{4}}\oplus v_{t+\tau _{3}}\oplus v_{t+\tau _{2}}\oplus v_{t+\tau _{1}}\oplus v_{t}=\Omega _{t+\tau _{5}}\oplus w_{t+\tau _{5}}\oplus \Omega _{t+\tau _{4}}\oplus w_{t+\tau _{4}}\oplus \Omega _{t+\tau _{3}}\oplus w_{t+\tau _{3}}\oplus \Omega _{t+\tau _{2}}\oplus w_{t+\tau _{2}}\oplus \Omega _{t+\tau _{1}}\oplus w_{t+\tau _{1}}\oplus \Omega _{t}\oplus w_{t}}
где сумма всех {\displaystyle \Omega _{j}} по определению равна нулю. Таким образом, данное выражение может быть переписано в следующем виде:
{\displaystyle v_{t+\tau _{5}}\oplus v_{t+\tau _{4}}\oplus v_{t+\tau _{3}}\oplus v_{t+\tau _{2}}\oplus v_{t+\tau _{1}}\oplus v_{t}=\bigoplus _{j=0}^{5}w_{t+\tau _{j}}}
Обозначим левую часть верхнего выражения как {\displaystyle V_{t}}, а правую — {\displaystyle W_{t}}. Теперь возможно рассчитать следующую вероятность:
{\displaystyle P(V_{t}[i]\oplus V_{t}[i-1]=0)=P(W_{t}[i]\oplus W_{t}[i-1]=0)=12+2^{5}\cdot \epsilon _{i}^{6}}
где {\displaystyle \epsilon } обозначает смещение. Используя эту формулу, можно получить финальное значение вероятности корреляции шести независимых позиций в потоковом ключе для {\displaystyle i=30}:
{\displaystyle P_{0}=P(V_{t}[30]\oplus V_{t}[29]=0)=12+2^{5}\cdot (0.0052)^{6}\thickapprox 12+2^{-40.5}}
Для того чтобы отличить данное неравномерное распределение {\displaystyle P_{0}} от равномерного источника {\displaystyle P_{u}}, между двумя распределениями вычисляется информация Чернова:
{\displaystyle C(P_{0},P_{U})=-{\underset {0\leq \lambda \leq 1}{\min }}\log _{2}\sum _{x}P_{0}^{\lambda }(x)\cdot P_{U}^{1-\lambda }(x)\approx 2^{-81.5}}
Чтобы получить вероятность ошибки {\displaystyle P_{e}=2^{-32}}, необходимо {\displaystyle N=286.5} выборок из ключевого потока. Каждая выборка состоит из {\displaystyle \tau _{5}=17\cdot 2^{32}\approx 2^{36}} бит, поэтому всего необходимо {\displaystyle N+\tau _{5}\leq 2^{87}} слов из потока НФ, чтобы отличить SOBER-t32 (без блока задержки) от остального потока из единого источника.

#### Атака на полную версию SOBER-t32
Данная версия основывается на знании слов {\displaystyle v_{t},v_{t+11},v_{t+13},v_{4\cdot 2^{32}-4},v_{15\cdot 2^{32}-4},v_{17\cdot 2^{32}-4}} из потока НФ. Необходимо отыскать эти слова в потоке ключей {\displaystyle z_{j}}, то есть уже после прохождения блока задержки. Прежде всего высчитывается вероятность того, что конкретное слово будет найдено в своей наиболее вероятной позиции в потоке ключей. Берётся слово {\displaystyle z_{i}} из потока ключей, которое происходит от конкретного слова {\displaystyle v_{t}} из потока НФ. Затем вычисляется вероятность того, что последующие слова появятся в своих наиболее вероятных положениях в ключевом потоке.
По статистике наиболее вероятной позицией для {\displaystyle v_{t+11}} в потоке ключей является {\displaystyle z_{i+6}}, для {\displaystyle v_{t+13}} — {\displaystyle z_{i+7}}. Согласно результатам симуляций вероятности найти данные слова в таких положениях в потоке ключей составляют 21,7 % и 19,8 % соответственно. Для остальных трёх слов необходимы более сложные теоретические выкладки. Для {\displaystyle n}-го слова, поступающего в блок задержки, можно ожидать, что {\displaystyle \left\lfloor {\frac {n}{25}}\right\rfloor }слов управления задержкой (SCW) использовались ранее. Также ожидается, что из всех оставшихся (не SCW) слов 50 % в конечном счёте попадут в поток ключей. При этом наиболее вероятная позиция для слова {\displaystyle v_{n}}:
{\displaystyle E[position(v_{n})]={\frac {n-\left\lfloor {\frac {n}{25}}\right\rfloor }{2}}}
Вероятность найти слово {\displaystyle v_{n}} в данной наиболее вероятной позиции рассчитывается, исходя из вероятности того, что {\displaystyle n}-ое слово управления задержкой появится в своей наиболее вероятной позиции в потоке НФ. Эту вероятность легче рассчитать теоретически, и легко увидеть, что асимптотическое поведение обоих значений будет одинаковым.
Ранее вводилось, что два дибита — 00 и 11 — определяют, что произойдёт со следующим словом. Два других дибита — 01 и 10 — определяют задержку двух следующих слов. Поскольку каждый дибит появляется с одинаковой вероятностью, ожидается, что один дибит в среднем использует 1.5 слова из потока НФ. SCW выдаёт 16 дибитов и, таким образом, использует в среднем 24 слова. Поскольку SCW также поступает из потока НФ, ожидается, что {\displaystyle n}-й SCW находится на {\displaystyle 25n} позиции потока НФ. Вероятность того, что данный SCW действительно находится в этой позиции, равна вероятности того, что {\displaystyle n} слов управления задержкой определят задержку ровно {\displaystyle 24n} слов из потока НФ. Это означает, что половина из {\displaystyle 16n} дибитов должна определять задержку одного слова, а другая половина — задержк
у двух слов. Эта вероятность может быть рассчитана следующим образом:
{\displaystyle P(position(SCW[n])=25n)=\left({\frac {16n}{8n}}\right)\left({\frac {1}{2}}\right)^{8n+8n}={\frac {16n!}{(8n!)^{2}\cdot 2^{16n}}}}
С помощью формулы Стирлинга {\displaystyle n!\approx {\sqrt {2\pi n}}\cdot n^{n}\cdot e^{-n}}верхнее выражение упрощается:
{\displaystyle P(position(SCW[n])=25n)\approx {\frac {1}{\sqrt {8\pi n}}}}
Вероятность же нахождения следующих слов в потоке ключей в своих наиболее вероятных позициях задаётся следующим образом:
{\displaystyle P(position(v_{n})={\frac {n-\left\lfloor {\frac {n}{25}}\right\rfloor }{2}})={\frac {\lambda }{\sqrt {\frac {8\pi n}{25}}}}}
где {\displaystyle \lambda \approx 0.84} — константа (значение получено экспериментально).
Используя данную формулу, можно рассчитать вероятности для слов {\displaystyle v_{4\cdot 2^{32}-4},v_{15\cdot 2^{32}-4},v_{17\cdot 2^{32}-4}}. Они — при условии, что предыдущие слова находятся в ключевом потоке в их наиболее вероятном положении — равны {\displaystyle 2^{-17.3},2^{-18.0},2^{-16.8}} соответственно. Таким образом, слова {\displaystyle v_{t+11},v_{t+13},v_{4\cdot 2^{32}-4},v_{15\cdot 2^{32}-4},v_{17\cdot 2^{32}-4}} присутствуют в итоговом потоке ключе в своих наиболее вероятных позициях равна:
{\displaystyle P_{0}=0.217\cdot 0.198\cdot 2^{-17.3}\cdot 2^{-18.0}\cdot 2^{-16.8}=2^{-56}}
Теперь, аналогично предыдущему пункту, можно рассчитать информацию Чернова и количество слов, необходимых для атаки:
{\displaystyle C(P_{Y},P_{U})\approx P_{0}^{2}\cdot C(P_{W},P_{U})=2^{2\cdot -56.6}\cdot 2^{-81.5}=2^{-194.7}}
где {\displaystyle P_{W}} — распределение НФ-потока. Для достижения ошибки в {\displaystyle P_{e}=2^{-32}} необходимо {\displaystyle 32\cdot 2^{194.7}=2^{199.7}} выборок — для атаки потребуется {\displaystyle 2^{199.7}} последовательностей из {\displaystyle 17\cdot 2^{32}} слов из потока ключей, всего {\displaystyle L=2^{200}\geq 2^{199.7}+17\cdot 2^{32}} слов.